# بااگم
بااگم (به لاتین: Baaigem) یک منطقهٔ مسکونی در بلژیک است که در گور واقع شده‌است. بااگم ۳٫۷۹ کیلومتر مربع مساحت و ۵۶۵ نفر جمعیت دارد.